# Tetreuaresta audax
Tetreuaresta audax är en tvåvingeart som först beskrevs av Giglio-tos 1893.  Tetreuaresta audax ingår i släktet Tetreuaresta och familjen borrflugor. Inga underarter finns listade i Catalogue of Life.